# Jelenka (Úhlava)
Die Jelenka, auch Městišťský potok (deutsch Drosauer Bach bzw. Dorrstadt-Bach) ist ein rechter Zufluss der Úhlava in Tschechien.

## Verlauf
Die Jelenka entspringt in der Wüstung Suché Studánky (Brücklhöfe) im Böhmerwald in einem kleinen Teich. Ihre Quelle liegt am nördlichen Fuße des Můstek (Brückelberg, 1234 m n.m.) bzw. nordwestlich der Jedlová (Hochfieder; 1177 m n.m.) im Naturreservat Městišťské rokle. 150 Meter südöstlich davon entspringt die Šukačka, anderthalb Kilometer südlich die Křemelná. Der Bach fließt auf seinem Oberlauf in einem flachen sumpfigen Tal zunächst vorbei an den Wüstungen Suché Studánky und Schafhäuser nach Nordwesten und nimmt dann bei der Wüstung Girglhof nördliche Richtung. Am östlichen Fuße des Velký Prenet (Großer Brennetberg, 1071 m n.m.) stürzt die Jelenka, die hier auch als Městišťský potok bezeichnet wird, durch die Městišťské rokle (Dorrstadtklamm) und vereinigt sich nördlich der Wüstung Guntnerovy Dvory (Güntnerhöfe) mit ihrem anderen Quellbach.
Der zweite, wesentlich kürzere, Quellbach der Jelenka entspringt südlich der Plošina (Platte; 972 m n.m.) in der Wüstung Köhlerwastl⊙. Er fließt mit nordwestlicher Richtung an den Wüstungen Paseka (Holzschlag) und Guntnerovy Dvory vorbei durch das Naturreservat Městišťské rokle.
Nach dem Zusammenfluss beider Quellbäche fließt die Jelenka westlich der Plošina über Městiště, Datelovský Mlýn und Datelov nach Norden. Entlang ihres Laufes in die Strážovská vrchovina (Drosauer Bergland) folgen Vaninský Dvůr, Oldřichovice, Divišovice, Bláhoský Mlýn und U Stojzů, wo die Jelenka östlich am Želivský vrch (Bauholz, 770 m) vorbeifließt. Vorbei an Patraska, Krotějov, Splž, Plázky, Červenný Mlýn, Na Strašidle, Zahorčice, V Loužku, Strážov, Opálka, U Traxlů und Malá Rovná erreicht der Bach Rovná. Dort wendet sich die Jelenka nach Nordwesten und fließt in zahlreichen Mäandern durch ein breites Wiesental an Dvorecký Mlýn, Rameno, Ondřejovice, Harant und der Burgruine Klenová vorbei in das Janovický úval (Janowitzer Senke). Der Unterlauf führt östlich des ehemaligen Kasernenareals Janovice in zwei Bacharmen, die sich früher im Zentrum der Stadt wieder vereinigten, nach Janovice nad Úhlavou. Heute verläuft der kanalisierte Hauptarm der Jelenka am westlichen Stadtrand von Janovice nad Úhlavou entlang und mündet dort nach 17,8 Kilometern in die Úhlava. Der alte Bachlauf führt an der ehemaligen Wasserburg und der Kirche vorbei – im Bereich des Marktes unterirdisch – durch die Stadt und mündet am nordwestlichen Stadtrand in die Úhlava⊙.

## Zuflüsse
- Strážovský potok (r), bei Malá Rovná
- Ondřejovický potok (l), unterhalb von Harant